# Thelyphonus feuerborni
Espèce
Thelyphonus feuerborni est une espèce d'uropyges de la famille des Thelyphonidae.

## Distribution
Cette espèce est endémique de Java en Indonésie.

## Publication originale
- Werner, 1932 : Die Skorpione und Pedipalpen der Deutschen Limnologischen Sunda-Expedition. Archiv für Hydrobiologie, Supplement 11, p. 575-577.